# HMS Scylla (1940)
HMS Scylla (98) (Корабль Его величества Сцилла) — британский легкий крейсер, типа «Дидо» (модифицированный). Был заказан в рамках программы 1938 года 18 августа 1938 года и заложен на верфи Scotts Shipbuilding and Engineering Company, в Гриноке 19 апреля 1939 года. Крейсер был спущен на воду 24 июля 1940 года, став четвёртым кораблём носящим это имя в британском флоте с 1809 года. Завершение строительства было задержано в связи со строительством эскортных кораблей, приоритет которых был повышен в первую очередь, а также заменой 133-мм орудий на парные 114-мм QF Mark III. Вступил в строй 12 июня 1942 года.

## История службы
В мае 1942 года было завершено строительство крейсера и приступили к началу приемочных испытаний. После завершения испытаний 12 июня, крейсер совершил переход в Скапа-Флоу для службы с кораблями Home Fleet. В июле крейсер вошел в состав 10-й крейсерской эскадры.
В сентябре корабль был номинирован на должность флагмана боевого сопровождения арктического конвоя PQ-18 во время перехода к Кольскому заливу (операция EV). 8 сентября присоединился к конвою с боевым эскортом из 14 эсминцев и эскортным авианосцем Avenger, прикрываемым эскортными миноносцами Wheatland и Wilton. Дальнее прикрытие этого конвоя составляли тяжелые крейсеры Norfolk, London и Suffolk. 11 сентября Сцилла отделился с эсминцами Marne, Martin, Meteor и Milne для дозаправки в Lowe Sound, на Шпицбергене по завершении которой, воссоединения с PQ-18. 14 сентября крейсер принял 209 выживших, включая раненых, спасенных тральщиками Harrier и Sharpshooter с торговых судов конвоя, потерянных от воздушных атаках с тех пор, как конвой покинул Исландию. 16 сентября крейсер с боевым эскортом и авианосцем Avenger оставил конвой, чтобы присоединится к эскорту обратного конвоя QP-14, что и сделал на следующий день. 20 сентября крейсер отсоединился от конвоя из-за растущей угрозы атак подводных лодок, и Флаг был передан на эсминец Milne. Эсминец Somali был торпедирован незадолго до отбытия крейсера и затонул на буксире три дня спустя. Сам Сцилла совершил переход, чтобы высадить выживших в Акюрейри, Исландия, в сопровождении эскортных миноносцев Wheatland, Wilton и эсминца Fury. После чего присоединился к кораблям в Скапа-Флоу, возобновив служебные обязанности с эскадрой на северо-западных подходах. В октябре его посетили премьер-министром и Стаффордом Криппс в Скапа-Флоу.

### Высадка в Северной Африке
28 октября крейсер был передан в 12-ю эскадру крейсеров, Средиземноморского флота и отправился с адмиралом А. Б. Каннингемом на борту из Плимута в Гибралтар. Каннингем отправился для принятия должности командира военно-морского флота союзников в планируемой высадке в Северной Африке. На переходе, Сциллу сопровождал эсминец Opportune. 2 ноября присоединился к эскорту конвоя KMF-1 с авианосцем Argus, эскортным авианосцем Avenger и крейсером Sheffield, для перехода в Гибралтар (операция «Факел»). 6 ноября к конвою присоединился крейсер Charybdis. 8 ноября вошел в состав восточной оперативной группы в зоне высадки. 10 ноября принял выживших со шлюпа IBIS. 13 ноября погрузил припасы в Гибралтаре, для доставки их в Алжир, что и сделал 14 ноября. 15 ноября дополнял зенитную оборону в Алжире, а затем помогал в буксировке транспорта, который приткнулся за пределами порта.
1 декабря Сцилла присоединился к крейсерам Aurora, Argonaut, Charybdis и Sirius в составе Force Q, в Боне, целью которого была защита прибрежных войсковых конвоев и атаки на вражеские конвои снабжения.

### Потопление Rhakotis
25 декабря крейсер прибыл в Алжир. 28 декабря отправился в Великобританию в составе эскорта конвоя MKS-4. 31 декабря отсоединился от конвоя, для поиска немецкого блокадопрорывателя, обнаруженного самолётом 10-й sqn. RAF у Финистерре. 1 января 1943 года Сцилла перехватил и потопил торпедами пароход Rhakotis (6753 GRT) следующий из Японии во французский порт, на позиции 45°01′ с. ш. 10°50′ з. д.. (По другим данным, немцы сами затопили судно, после того, как британцы открыли огонь). Отказался от спасения выживших, из-за угрозы атак подводных лодок. Предпринял переход для ремонта на верфи Тайна, который продлился до середины февраля. Ремонт включал в себя модификации, для несения арктической службы.

### Действия в Северной Атлантике
15 февраля совершил переход в Исландию с эскортным авианосцем Dasher. 21 февраля усилил эскорт арктического конвоя JW-53 с эсминцами Eclipse, Impulsive, FUry, Intrepid и польским эсминцем Orkan. Оставался с конвоем до 27 февраля. 1 марта присоединился к эскорту обратного конвоя RA-53 в Кольском заливе. 10 марта оставил RA-53 и возобновил службу в составе эскадры в составе Home Fleet. Находился в Скапа-Флоу во время посещения Home Fleet королём Георгом VI. Доставил Его Величество в Скрабстер (Scrabster), на материк.
В апреле продолжал службу на северо-западных подходах. Спас экипажи 3-х самолётов Fairey Swordfish авианосца Furious, потерпевших крушение во время учений в туманную погоду.
11 мая сопровождал лайнер Queen Mary доставляющего премьер-министра на конференцию Trident в Вашингтоне. 13 мая был заменен крейсером Bermuda.
31 мая действовал с крейсерами Bermuda и Cumberland во время операции по освобождению гарнизона союзников на Шпицбергене (операция Gearbox I). В июне Сцилла был назначен на службу в английском канале, в Плимут, для защиты каботажных конвоев и поддержки операций против вражеских прибрежных конвоев. 14 июня, после окончания Gearbox I вернулся в Скапа-Флоу и отправился в Плимут. 20 июня прикрывал противолодочные операции кораблей 2-й Эскортной группы в Бискайском заливе с крейсерами Charybdis и ROYALIST (операции Seaslug и Musketry).
В июле во время прикрытия конвоев Великобритания — Фритаун и действий для перехвата вражеских прибрежных конвоев, был атакован планерными бомбами. Обнаружил немецкие эсминцы типа Narvik, но по приказу Адмиралтейства отказался от погони из-за угрозы дальнейших атак бомбардировщиков.

### Действия в Средиземном море
В августе переведен на Средиземное море с крейсером Charybdis для замены крейсеров Cleopatra и Newfoundland, которые были повреждены. По прибытии был задействован в обороне конвоев, базируясь в Гибралтаре. Номинирован на поддержку запланированной союзнической высадке в Салерно (операция Avalanche).
В сентябре Сцилла совершил переход на Мальту, чтобы присоединиться к соединению поддержки авианосцев (TF88). Другими кораблями в TF88 были: крейсера Euryalus и Charybdis легкий авианосец Unicorn, эскортные авианосцы Battler, Hunter, Attacker, Stalker, эскортные миноносцы Cleveland, Haydon, Holcombe, Atherstone, Liddesdale, Farndale, Calpe и польские эскортные миноносцы Slazak и Krakowiak. Участвовал в подготовительных упражнениях с Force V в TF88. 8 сентября отправился из Мальты в Салерно с кораблями Force V. 13 сентября отделился, чтобы погрузить войска в Триполи для перехода в Салерно в качестве подкрепления. 14 сентября присоединился к крейсерам Charybdis и Euryalus в Триполи. Во время возвращения скорость корабля вынуждено была уменьшена из-за вибрации машин, вызванной воздушной атакой планирующей бомбы в Бискайском заливе. 16 сентября высадили войска. После чего Сцилла присоединился к крейсерам Euryalus и Delhi в сопровождении поврежденного линкора Warspite, чтобы усилить его ПВО во время перехода при буксировки на Мальту. 21 сентября на Мальте же, были осмотрены турбины крейсера. В октябре он был снят со службы и переведен в Великобританию для ремонта оснований турбин. Зашел в Девонпорт до того, как его поставили на ремонт на верфи Чатама.
Ремонт, в ходе которого крейсер переоборудовался для службы в качестве флагманского корабля эскадры, продолжался по март 1944 года. 1 апреля крейсер был снова введен в эксплуатацию в составе 10-й крейсерской эскадры. С 6 апреля крейсер проходил подготовку к оперативной службе на Северо-западных подходах, базируясь на Скапа-Флоу. По завершении присоединился к 10-й эскадрилье крейсеров, назначен на должность флагманского корабля контр-адмирала сэра Филипа Виана, командующего восточно-морской оперативной группы во время высадки союзников в Нормандии (операция «НЕПТУН»). Выделенная цель для обстрелов район Plan — Уистреам. В связи с этим, в мае принимал участие в подготовительных учениях на кораблях Флота. Перешел в Солент, чтобы присоединиться к флоту вторжения.

### Высадка в Нормандии
5 июня отплыл из Солента в район Бич Хед. 6 июня обстреливал район Уистреама и по завершении огня, прикрывал плацдарм Sword, обеспечивая поддержку стрельбой во время высадки. Ночью вел патрулирование, обеспечивая защиту от надводных атак в районе SWORD. 7 июня был размещен в роли координирующего центра и обеспечения ночной обороны у пляжа SWORD. 8 июня сопровождал торпедные катера 14-й флотилии для постановки минных полей в Бухте реки Сена, как часть операции Maple (операция KN26). 11 июня перераспределял торпедные, рассеянные вражескими надводными силами во время минирования у Cap-d’Antifer, чтобы продолжить другую минную операцию (операция KN28).

### Повреждение на мине
23 июня Сцилла подорвался на мине, расположенной на глубине шести футов, у плацдарма, в точке 49°25′ с. ш. 00°24′ з. д.. Крейсер получил значительные повреждения конструкции киля правого борта, прилегающего к машинным отсекам. Кожух турбины треснул. Корабль остался без электроэнергии. 24 июня флаг был перенесен на десантный корабль (штабной) Hilary. 25 июня управление ночной обороной было передано на фрегат Retalick. Сам крейсер на буксире был переведен в Спитхед. В июле крейсер на буксире был переведен в Чатем. Там, при обследовании, было признано неэкономичным проведение полного ремонта и он не был приоритетным. На крейсере не было завершено переоборудование для использования в качестве флагманского корабля сопровождения на британском Тихоокеанском флоте. По август 1945 года крейсер находился на консервации на верфи Чатама.

### Послевоенная служба
После окончания войны Сцилла содержался в резервном флоте до 1948 года, когда он был внесен в список на утилизацию. Позже в том же году он использовался в качестве корабля — цели, а затем был продан в BISCO на слом в Барроу (Barrow-in-Furness), Виккерсом. Он прибыл на Breakers’ yard 6 мая 1950 года.